# Vaali
Vaali (właściwie T. S. Rangarajan; ur. 29 października lub 30 października 1931, zm. 18 lipca 2013 w Ćennaj) – indyjski poeta, autor tekstów piosenek filmowych, także aktor.
Pracę w tamilskim przemyśle filmowym rozpoczął w latach 50.. Stworzył teksty przeszło 10 000 piosenek, więcej niż którykolwiek twórca związany z Kollywood. Jego utwory były wykorzystywane również w filmach w telugu i malajalam. Opublikował przeszło 20 książek, między innymi Avathara Purushan, Pandavar Bhoomi, Ramanuja Kaviyam, Krishna Vijayam, Kalaignar Kaviyam, Krishna Bhakthan i Naanum Indha Nootrandum. Pięciokrotnie nagradzany Tamil Nadu State Film Award, otrzymał również Padmę Shri.